# ソールティングの聖母
『ソールティングの聖母』（ソールティングのせいぼ、伊: Madonna Salting, 英: Salting Madonna） は、様式に鑑みて、イタリアの初期ルネサンスの巨匠アントネロ・ダ・メッシーナに帰属されている絵画である。人形のような幼子イエス・キリストを抱き、頭上の天使が持つ華麗な金色の冠を被った聖母マリアを描いている。ロベルト・カンピン作の『聖母』にも使用されている「ソールティング」という名称は、1910年にロンドンのナショナル・ギャラリーに本作を寄贈したコレクター、ジョージ・ソールティングに由来する。
『ソールティングの聖母』は、過去に美術史家がフランドル、スペイン、さらにはロシアの作品としてさまざまに分類するにいたった複雑な一連の文化的特徴を有している。アントネロの初期の作品のうちの一点であると考えられており、おそらく画家がまだシチリア島にいた1460年代に制作された。王冠やヴェネツィア様式の衣服や薄いヴェールなど、巧妙に細部まで描かれた装身具に身を包んだ聖母が表されている。聖母は、キリストの母としてのマリアの属性を所有しているだけでなく、二人の天使が捧げ持つ王冠により天の女王としても表されている。幼子は、キリストの受難を象徴するザクロを手に持っている。
聖母の顔の抽象的な美しさは、同時代のプロヴァンスの画家、特にアンゲラン・カルトンの様式を拠り所にしている。